# Ronde van Frankrijk 2024/Veertiende etappe
De veertiende etappe van de Ronde van Frankrijk 2024 was een bergrit met een lengte van 151,9 kilometer. De etappe werd verreden op 13 juli met start in Pau en eindigde in Saint-Lary-Soulan Pla d'Adet.

## Parcours
Geen transfer voor de renners, ze gingen gewoon van start in Pau waar ze een dag eerder finishten. Vanuit Pau moesten de renners nog een vlak gedeelte overbruggen naar de Pyreneeën. Daar wachtte na 70 kilometer de Col du Tourmalet (19 kilometer à 7,4%)  als eerste van drie beklimmingen van de dag. In aanloop naar de slotklim kregen de renners ook nog eerst de Hourquette d’Ancizan (8,2 kilometer à 5,1%) voor de voeten. Na de afdaling van zo’n 10 kilometer vormde de Pla d’Adet de slotklim. Over de hele afstand van 10,6 kilometer is de gemiddelde stijging 7,9%.

## Verloop
Tadej Pogačar heeft in de bergrit naar Pla d'Adet zijn tweede ritzege behaald in de Tour van 2024, en daarmee zijn voorsprong in het algemene klassement vergroot op zijn voornaamste tegenstander Jonas Vingegaard die tweede werd op meer dan een halve minuut, maar nam wel de tweede plaats van Remco Evenepoel in de stand over. Evenepoel zelf, werd derde op Pla d'Adet na opnieuw een verstandige aanpak op zijn eigen tempo. In het klassement stond Pogačar met bijna 2 minuten voorsprong op Vingegaard en 2'22" op Evenepoel.
| Pau – Saint-Lary-Soulan Pla d'Adet (151,9 km) |                   |                            |          |
| Plaats                                        | Naam              | Ploeg                      | Tijd     |
| 1                                             | Tadej Pogačar     | UAE Team Emirates          | 4u01'51" |
| 2                                             | Jonas Vingegaard  | Team Visma-Lease a Bike    | + 39"    |
| 3                                             | Remco Evenepoel   | Soudal Quick-Step          | + 1'10"  |
| 4                                             | Carlos Rodríguez  | INEOS Grenadiers           | + 1'19"  |
| 5                                             | Giulio Ciccone    | Lidl-Trek                  | + 1'23"  |
| 6                                             | Santiago Buitrago | Bahrain-Victorious         | z.t.     |
| 7                                             | Adam Yates        | UAE Team Emirates          | z.t.     |
| 8                                             | Felix Gall        | Decathlon AG2R La Mondiale | + 1'26"  |
| 9                                             | Matteo Jorgenson  | Team Visma-Lease a Bike    | + 1'29"  |
| 10                                            | Derek Gee         | Israel-Premier Tech        | z.t.     |

 –  Ben Healy was de strijdlustigste renner van de veertiende etappe.

## Klassementen

### Algemeen klassement
| Algemeen klassement (gele trui) |                  |                         |           |
| Plaats                          | Naam             | Ploeg                   | Tijd      |
| Gele trui                       | Tadej Pogačar    | UAE Team Emirates       | 56u42'39" |
| 2                               | Jonas Vingegaard | Team Visma-Lease a Bike | + 1'57"   |
| 3                               | Remco Evenepoel  | Soudal Quick-Step       | + 2'22"   |
| 4                               | João Almeida     | UAE Team Emirates       | + 6'01"   |
| 5                               | Carlos Rodríguez | INEOS Grenadiers        | + 6'09"   |
| 6                               | Mikel Landa      | Soudal Quick-Step       | + 7'17"   |
| 7                               | Adam Yates       | UAE Team Emirates       | +8'32"    |
| 8                               | Giulio Ciccone   | Lidl-Trek               | + 9'09"   |
| 9                               | Derek Gee        | Israel-Premier Tech     | + 9'33"   |
| 10                              | Matteo Jorgenson | Team Visma-Lease a Bike | + 10'35"  |

### Puntenklassement
| Puntenklassement (groene trui) |                  |                    |        |
| Plaats                         | Naam             | Ploeg              | Punten |
| Groene trui                    | Biniam Girmay    | Intermarché-Wanty  | 353    |
| 2                              | Jasper Philipsen | Alpecin-Deceuninck | 277    |
| 3                              | Bryan Coquard    | Cofidis            | 127    |
| 4                              | Arnaud De Lie    | Lotto Dstny        | 142    |
| 5                              | Anthony Turgis   | TotalEnergies      | 141    |

### Bergklassement
| Bergklassement (bolletjestrui) |                  |                         |        |
| Plaats                         | Naam             | Ploeg                   | Punten |
| Bolletjestrui                  | Tadej Pogačar    | UAE Team Emirates       | 56     |
| 2                              | Jonas Vingegaard | Team Visma-Lease a Bike | 43     |
| 3                              | Jonas Abrahamsen | Uno-X Mobility          | 36     |
| 4                              | Remco Evenepoel  | Soudal Quick-Step       | 30     |
| 5                              | Oier Lazkano     | Movistar Team           | 27     |

### Jongerenklassement
| Jongerenklassement (witte trui) |                   |                         |           |
| Plaats                          | Naam              | Ploeg                   | Tijd      |
| Witte trui                      | Remco Evenepoel   | Soudal Quick-Step       | 56u45'01" |
| 2                               | Carlos Rodríguez  | INEOS Grenadiers        | +3'47"    |
| 3                               | Matteo Jorgenson  | Team Visma-Lease a Bike | +8'13"    |
| 4                               | Santiago Buitrago | Bahrain Victorious      | +8'52"    |
| 5                               | Ben Healy         | EF Education-EasyPost   | +13'23"   |

### Ploegenklassement
| Ploegenklassement |                         |            |
| Plaats            | Ploeg                   | Tijd       |
|                   | UAE Team Emirates       | 170u20'36" |
| 2                 | Soudal Quick-Step       | +31'41"    |
| 3                 | Team Visma-Lease a Bike | +32'08"    |
| 4                 | INEOS Grenadiers        | +35'56"    |
| 5                 | Bahrain-Victorious      | +1u06'32"  |

## Uitvallers
- Tom Pidcock (INEOS Grenadiers): Niet meer gestart door covid.
- Guillaume Boivin ( Israel-Premier Tech): Niet meer gestart door ziekte.
- Amaury Capiot (Arkéa-B&B Hotels): Opgave door kwetsuren door een val in de vorige rit.
- Louis Vervaeke (Soudal-Quick Step): Opgave door ziekte.
- Alberto Bettiol ( EF Education-EasyPost): Opgave door vermoeidheid

1e etappe ·
2e etappe ·
3e etappe ·
4e etappe ·
5e etappe ·
6e etappe ·
7e etappe ·
8e etappe ·
9e etappe ·
10e etappe ·
11e etappe ·
12e etappe ·
13e etappe ·
14e etappe ·
15e etappe ·
16e etappe ·
17e etappe ·
18e etappe ·
19e etappe ·
20e etappe ·
21e etappe
Startlijst · Eindstanden · Afbeeldingen